# Мемориалы жертвам КГБ
Мемориалы жертвам КГБ были установлены в странах Прибалтики и в Потсдаме, часто в бывших тюрьмах КГБ, чтобы задокументировать репрессии и увековечить память их жертв. Некоторые из них выполнены в виде памятников на месте штабов КГБ или мест казни, другие представляют собой музеи и центры документации.

## Эстония
Музей камер КГБ в Тарту расположен в «сером доме», в котором в 1940-х и 1950-х годах размещался Южно-Эстонский центр НКВД/КГБ. Подвальный этаж с камерами для заключенных открыт для посетителей. Часть камер, камер хранения и коридор в подвале были восстановлены.

## Литва
Музей оккупации и борьбы за свободу был создан в Вильнюсе 14 октября 1992 года в бывшем штабе КГБ (который во время нацистской оккупации использовался гестапо). В здании также находится Литовский специальный архив, где хранятся документы бывшего архива КГБ.

## Латвия
«Черная дверь» — мемориал у бывшего здания КГБ на улице Стабу в Риге, был открыт в 2003 году. Мемориал, созданный художником Глебсом Пантелеевым, представляет собой полуоткрытую стальную дверь и мемориальную доску.

## Германия
В бывшей тюрьме КГБ в Потсдаме создается[когда?] мемориальный и выставочный центр. Первоначально тюрьма использовалась для допросов предполагаемых западных шпионов, некоторые из которых были казнены, позже в ней содержались в основном советские солдаты, арестованные за мятеж, дезертирство или антисоветскую деятельность.